# Dosso Larici
La Dosso Larici è una famosa pista da sci situata nel comprensorio sciistico della Paganella, versante di Fai della Paganella. Prende il nome dall'omonimo rifugio, situato a fianco della pista, a quota 1838 m s.l.m.

La pista, di media difficoltà, è caratterizzata da diversi muri e curve ad S, che la rendono molto divertente. Il tracciato, che inizia in località La Selletta e termina in località Meriz, si snoda interamente in una fitta abetaia, ed è servito da una seggiovia automatica a quattro posti, aperta nel 2004. In precedenza la pista era servita da due seggiovie biposto realizzate negli anni settanta, che sostituirono a loro volta una funivia aperta negli anni cinquanta.